# Kevin Costner
Kevin Michael Costner, född 18 januari 1955 i Lynwood, Los Angeles County, Kalifornien, är en amerikansk skådespelare, filmproducent och regissör. Costner var i slutet av 1980-talet och halva 1990-talet en av de största skådespelarna i världen. Han var med i årens mest framgångsrika och hyllade filmer mellan 1987 och 1994 med sådana som Robin Hood: Prince of Thieves (1991), JFK (1991), The Bodyguard (1992), A Perfect World (1993) och inte minst Dansar med vargar (1990) som han även regisserade och vann två Oscars för samt var nominerad för en tredje.
Hans film The Postman – budbäraren (1997) blev så sågad att den förstörde hans karriär. Han har dock fått något av en comeback med TV-serierna Hatfields & MaCoys (2012) och Yellowstone (2018–2024), som han mottagit varsin Golden Globe för.

## Biografi

### Uppväxt
Kevin Costner föddes i Lynwood i Kalifornien men växte upp i Compton. Han är den yngste av tre söner (mellanbrodern dog vid födseln) till William Costner, en elektriker, och socialarbetaren Sharon Tedrick. Han uppfostrades baptistiskt. Han var inte särskilt akademiskt lagd i skolan men sysslade med sport, piano, poesi och sjöng i gosskören. Han har sagt att hans kärlek till western började när han såg Så vanns vilda västern (1962) när han var barn. Under hans tonår flyttade de ofta till olika städer i Kalifornien på grund av faderns arbete och de hann bo i både Ventura och Visalia innan han gick ut gymnasiet 1973. Han avlade en filosofie kandidat 1978 vid California State University, Fullerton.
Costner blev intresserad av skådespeleri och dans under sitt sista år på universitetet men var osäker på om han skulle satsa på yrket. Han sprang dock in i skådespelaren Richard Burton som uppmuntrade honom; Costner har nämnt Burton som en inspiration till att bli skådespelare. Costner började gå teaterkurser och valde också yrken som kunde komma väl till pass inom skådespeleriet, som fiskare, lastbilschaufför och guide, samtidigt som han fick en inkomst medan han gick på auditions.

### Tidig karriär och genombrott
Costner gjorde sin filmdebut med Sizzle Beach, U.S.A. (1981). Han syntes sedan i flera småroller, däribland Night Shift (1982) som regisserades av Ron Howard. 1983 syntes han i en reklamfilm för Apple Lisa och i filmerna Table For Five och Testamentet. Samma år hade han också fått en större roll i Människor emellan, men blev bortklippt i alla scener utom en. Regissören Lawrence Kasdan lovade då honom en roll i sin nästa film. Den filmen blev Silverado (1985) vilken gav Costner stor uppmärksamhet. Han syntes samma år bredvid Keifer Sutherland i ett avsnitt av Steven Spielbergs TV-serie Amazing Stories.
Costners stora genombrott blev när han i huvudrollen porträtterade agenten Eliot Ness i De omutbara (1987). Filmen blev en av årets mest inkomstbringande filmer och mottog god kritik. Han följde upp den med huvudrollen i Ingen utväg (1987) där han spelade mot Gene Hackman. Med sina nästa filmer Bull Durham (1988) och Drömmarnas fält (1989) som båda blev hyllade etablerade han sig som en av de största skådespelarna.

### Huvudroll på huvudroll i de största filmerna
Costner gick år 1990 ihop med filmproducenten Jim Wilson och startade det egna produktionsbolaget Tig Productions. En av bolagets första filmer var Dansar med vargar (1990) där Costner förutom producent även spelade huvudrollen och regisserade. Filmen blev en enorm succé och drog in över 424 miljoner dollar mot en budget på 22 miljoner dollar och blev därmed det årets fjärde mest inkomstbringande film. Den blev nominerad till tolv Oscars varav den vann i sju kategorier, däribland Bästa regi och Bästa Film vilket gav Costner två statyetter. Han var även nominerad för bästa huvudroll.
Han både producerade och porträtterade Robin Hood i Robin Hood: Prince of Thieves (1991) och även om den inte mottog samma hyllande recensioner som hans föregående film blev det en enorm succé och var det årets näst mest inkomstbringande film. Han hade det året även huvudrollen i den sjätte mest inkomstbringande filmen, den av Oliver Stone regisserade JFK. Filmen fick kritik för sina historiska misstag men blev hyllad på alla andra punkter. Inklusive Costners insats som också blev Golden Globe-nominerad. Han hade sedan huvudrollen i det romantiska dramat Bodyguard (1992) där han spelade mot sångerskan Whitney Houston. Filmen blev ett popkulturellt fenomen och en enorm finansiell succé. Den blev årets näst mest inkomstbringande film. Året därpå hade han huvudrollen i Clint Eastwood filmen A Perfect World där han spelade filmskurken. Filmen och Costner kom att bli unisont hyllade och många kritiker anser att det är Eastwoods bästa film i hans långa karriär. Hans två kommande filmer (som han också hade huvudrollen i) Wyatt Earp (1994) och I krigets skugga (1994) blev inte de succéer som förväntades men fick god kritik.

### Karriärdödaren The Postman
Costner hade sedan huvudrollen i den postapokalyptiska Waterworld (1995) som vid denna tidpunkt var den dyraste filmen att spela in i filmhistorien. Filmen mottog mestadels negativa recensioner men några positiva. Den lyckades också precis spela in sina kostnader. Den blev dock i efterhand populär på videomarknaden. Han spelade sedan huvudrollen i golffilmen Tin Cup (1996) som inte heller den blev särskilt framgångsrik.
Costner både regisserade och spelade i The Postman – budbäraren (1997) som blev brutalt sågad av kritiker och blev en flopp på biografer. Den blev också nominerad i fem kategorier på Razziegalan, däribland både Sämsta skådespelare och Sämsta film. Den vann i samtliga kategorier. Costner missade också huvudrollen i filmen Air Force One (1997) för att han ville göra färdig filmen. Rollen gick istället till Harrison Ford, och den filmen blev en succé. Costners karriär blev aldrig densamma efter The Postman.

### Återupplivad
Costners karriär fick ändå lite av ett återuppsving när han spelade huvudrollen i Tretton dagar (2000) som inte var en succé men fick ett gott mottagande av kritiker. Även när han återvände till western-genren i sin egenregisserade Open Range (2003) skulle han bli hyllad för sin insats. Den skulle också gå bra finansiellt. Han skulle sedan få några av sina bästa recensioner i sin karriär för filmen The Upside of Anger (2005). I filmerna The Guardian (2006) och Mr. Brooks (2007) hade han också huvudrollerna, men de fick båda blandade recensioner och drog precis in sina kostnader.
Han syntes sedan i flopparna Swing Vote (2008) och The Company Men, men där Swing Vote också blev sågad fick The Company Men goda recensioner. Han porträtterade sedan Devil Anse Hatfield i miniserien Hatfields & McCoys (2012). Serien slog, för sin tid, rekord i antalet tittare. Costner belönades med både en Emmy Award och en Golden Globe för Bästa manliga huvudroll. Han spelade sen Jonathan Kent i rebooten av Stålmannen, Man of Steel (2013). På grund av schemakrock så missade han vid denna tidpunkt även en roll i Quentin Tarantinos Django Unchained (2012). 2014 var han med i fyra filmer som inte heller gick särskilt bra, Jack Ryan: Shadow Recruit, 3 Days to Kill, Draft Day och Black or White. 

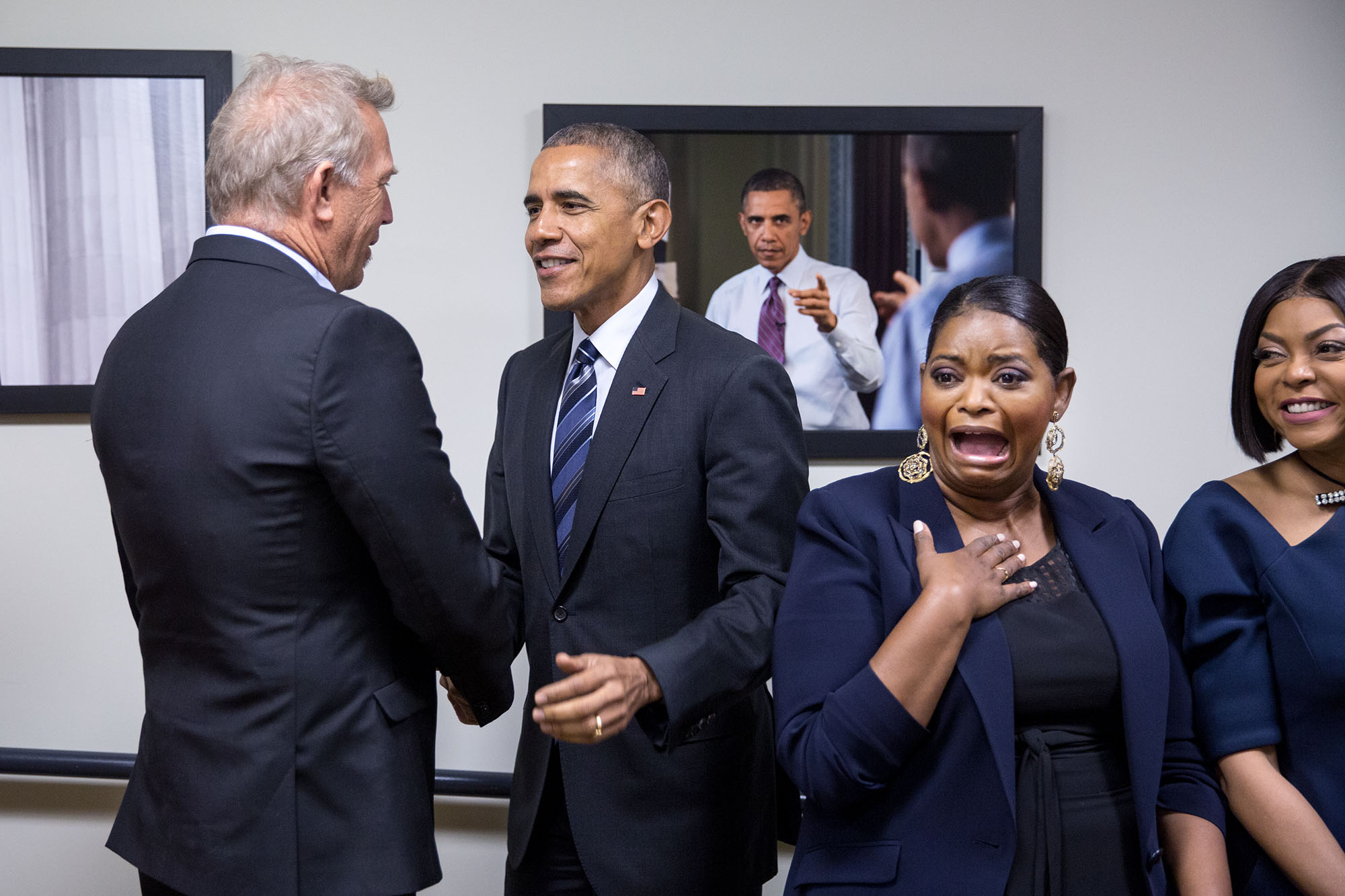
Barack Obama tillsammans med Costner och ensemblen från Dolda tillgångar.

Costner skulle göra bättre ifrån sig med McFarland, USA (2015) och Dolda tillgångar (2016) där den sistnämnde både presterade bra finansiellt och fick god kritik. Den skulle även komma att bli nominerad till tre Oscars, däribland Bästa Film. Han skulle sedan medverka i Aaron Sorkins regidebut Molly's Game (2017) och göra sin första röstroll i karriären med The Art of Racing in the Rain (2019). Han har sedan 2018 haft en av huvudrollerna i och producerat TV-serien Yellowstone (2018–2024). För sin roll som John Dutton fick han 2023 en Golden Globe för Bästa skådespelare.
Costner skulle sedan skriva, producera och regissera Horizon: An American Saga, som ska bli fyra stycken tretimmars-filmer. Den första delen hade premiär den 28 juni 2024 och del 2 skulle ha premiär redan den 16 augusti samma år, men filmen floppade och premiären för del 2 har skjutits upp.

## Privatliv
Costner har varit gift med sin College-kärlek Cindy Silva mellan 1978 och 1994. Tillsammans fick de två döttrar och en son. De skilde sig för att Costner påstås varit otrogen under tiden han spelade in filmen Waterworld. Efter skilsmässan träffade han Bridget Rooney och de fick en son tillsammans. Han träffade sedan den politiska aktivisten Birgit Cunningham. Han blev sedan sambo med modellen Elle Macpherson. År 2000 träffade han modellen och designern Christine Baumgartner, de gifte sig den 25 september 2004 och fick två söner och en dotter ihop. I februari 2024 skilde sig paret.
Fram till 90-talet har Costner varit republikan och nära vän till Ronald Reagan. Men har sedan 1992 varit demokrat och har finansiellt stöttat Al Gore, Tom Daschle, Barack Obama och Joe Biden. För Obama var han också ute och kampanjade och höll tal.
Costner har också country-rock bandet Kevin Costner & Modern West som började med en världsturné 2007 innan de släppte sitt första album 2008. Några av gruppens låtar har varit med i TV-serien Yellowstone.

## Filmografi (i urval)

### Film
| År   | Titel                                 | Roll                                       | Notering                       |
| ---- | ------------------------------------- | ------------------------------------------ | ------------------------------ |
| 1981 | Sizzle Beach, U.S.A.                  | John Logan                                 |                                |
| 1982 | Chasing Dreams                        | Ed                                         |                                |
| 1982 | Night Shift                           | Frat Boy #1                                |                                |
| 1982 | Frances                               | Luther Adler                               |                                |
| 1983 | Stacy's Knights                       | Will Bonner                                |                                |
| 1983 | Table for Five                        | Nygift man                                 |                                |
| 1983 | Testamentet                           | Phil Pitkin                                |                                |
| 1983 | Människor emellan                     | Alex Marshall                              | Okrediterad                    |
| 1984 | Shadows Run Black                     | Jimmy Scott                                |                                |
| 1985 | Fandango                              | Gardner Barnes                             |                                |
| 1985 | Silverado                             | Jake                                       |                                |
| 1985 | American Flyers                       | Marcus Sommers                             |                                |
| 1987 | De omutbara                           | Agent Eliot Ness                           |                                |
| 1987 | Ingen utväg                           | Tom Farrell                                |                                |
| 1988 | Bill Durham                           | Crash Davis                                |                                |
| 1989 | Drömmarnas fält                       | Ray Kinsella                               |                                |
| 1989 | The Gunrunner                         | Ted Beaubien                               |                                |
| 1990 | Revenge                               | Michael 'Jay' Cochran                      | Även producent                 |
| 1990 | Dansar med vargar                     | Löjtnant John J. Dunbar                    | Även regi och producent        |
| 1991 | Robin Hood: Prince of Thieves         | Robin Hood                                 | Även producent                 |
| 1991 | JFK                                   | Jim Garrison                               |                                |
| 1992 | The Bodyguard                         | Frank Farmer                               | Även producent                 |
| 1993 | A Perfect World                       | Robert "Butch" Haynes                      |                                |
| 1994 | Wyatt Earp                            | Wyatt Earp                                 | Även producent                 |
| 1994 | I krigets skugga                      | Stephen Simmons                            |                                |
| 1995 | Waterworld                            | Mariner                                    | Även producent                 |
| 1996 | Tin Cup                               | Roy "Tin Cup" McAvoy                       |                                |
| 1997 | The Postman – budbäraren              | The Postman                                | Även regi och producent        |
| 1999 | Kärleksbrev                           | Garret Blake                               | Även producent                 |
| 1999 | For Love of the Game                  | Billy Chapel                               |                                |
| 1999 | Play It to the Bone                   | Ringside Fan                               |                                |
| 2000 | Tretton dagar                         | Kenny O'Donnell                            | Även producent                 |
| 2001 | 3000 Miles to Graceland               | Thomas J. Murphy                           |                                |
| 2002 | Dragonfly                             | Joe Darrow                                 |                                |
| 2003 | Open Range                            | Charley Waite / Charles Travis Postelwaite | Även regi och producent        |
| 2005 | The Upside of Anger                   | Denny Davies                               |                                |
| 2005 | Ryktet går...                         | Beau Burroughs                             |                                |
| 2006 | The Guardian                          | Ben Randall                                |                                |
| 2007 | Mr. Brooks                            | Mr. Earl Brooks                            | Även producent                 |
| 2008 | Swing Vote                            | Bud Johnson                                | Även producent                 |
| 2009 | The New Daughter                      | John James                                 |                                |
| 2010 | The Company Men                       | Jack Dolan                                 |                                |
| 2013 | Man of Steel                          | Jonathan Kent                              |                                |
| 2014 | Jack Ryan: Shadow Recruit             | Thomas Harper                              |                                |
| 2014 | 3 Days to Kill                        | Ethan Renner                               |                                |
| 2014 | Draft Day                             | Sonny Weaver Jr.                           |                                |
| 2014 | Black or White                        | Elliot Anderson                            | Även producent                 |
| 2015 | McFarland, USA                        | Tränare Jim White                          |                                |
| 2016 | Batman v Superman: Dawn of Justice    | Jonathan Kent                              |                                |
| 2016 | Criminal                              | Jericho Stewart                            |                                |
| 2016 | Dolda tillgångar                      | Al Harrison                                |                                |
| 2017 | Molly's Game                          | Larry Bloom                                |                                |
| 2019 | The Highwaymen                        | Frank Hamer                                |                                |
| 2019 | The Art of Racing in the Rain         | Enzo                                       | Röstroll                       |
| 2020 | Let Him Go                            | George Blackledge                          | Även producent                 |
| 2021 | Zack Snyder's Justice League          | Jonathan Kent                              |                                |
| 2024 | Horizon: An American Saga – Chapter 1 | Hayes Ellison                              | Även regi, manus och producent |
| 2024 | Horizon: An American Saga – Chapter 2 | Hayes Ellison                              | Kommande                       |
| TBA  | Horizon: An American Saga – Chapter 3 | Hayes Ellison                              | Kommande                       |

### TV
| År        | Titel                 | Roll                | Notering                   |
| --------- | --------------------- | ------------------- | -------------------------- |
| 1985      | Amazing Stories       | Kapten              | Avsnitt: "The Mission"     |
| 1990      | The Earth Day Special | Bartender           | TV-special                 |
| 1995      | 500 Nations           | Programledare       | Dokumentär i 8 delar       |
| 2012      | Hatfields & McCoys    | Devil Anse Hatfield | 3 avsnitt, även producent  |
| 2018-2024 | Yellowstone           | John Dutton         | 53 avsnitt, även producent |